# Med kniven for struben
Med kniven for struben er en dansk dokumentar-tv-serie på TV3, med kok og Masterchef-dommer Thomas Castberg. Thomas Castberg overtog i 2014 rollen som vært efter kokken Bo Bech. Programmet er produceret af Strix Television og startede i foråret 2007 og kørte indtil foråret 2012, hvor man af ukendte årsager, valgte at stoppe produktionen af programmet. I 2014 annoncerede TV3, at man havde genoptaget produktionen af programmet, hvor man samtidig også valgte at promovere Thomas Castberg som den nye vært. Det var dog først 25. oktober 2016 at den nye sæson blev vist på fjernsyn.
I hvert afsnit besøger værten en restaurant, som mere eller mindre er på fallittens rand. Værten skal herefter på fem dage forsøge at hjælpe den på ret køl. Nogle uger senere besøger han restauranten igen for at se, om de har fået vendt udviklingen.
Programmet er en dansk udgave af det engelske Ramsay's Kitchen Nightmares, der har kokken Gordon Ramsay som vært.

## Sæsoner

### Sæson 1
2007
| Dato           | Restaurant                           |
| -------------- | ------------------------------------ |
| 6. marts 2007  | Restaurant La Sosta, Frederiksberg   |
| 13. marts 2007 | Anovi, Herning                       |
| 20. marts 2007 | Danish Lunch, Strøget i København    |
| 27. Marts 2007 | Skotterup Kro, Snekkersten           |
| 3. april 2007  | Pakhusgaarden, Lundeborg på Fyn      |
| 10. april 2007 | Mama Africa, København               |
| 17. april 2007 | Restaurant Persian Garden, København |
| 14. april 2007 | Pilekroen, Frederiksberg             |
| 21. april 2007 | Rio Bravo, Tórshavn                  |

### Sæson 2
2008
| Dato             | Restaurant                            | Bemærkninger                                                                               |
| ---------------- | ------------------------------------- | ------------------------------------------------------------------------------------------ |
| 12. februar 2008 | Restaurant Den Lille Havfrue, Nakskov | Skiftede navn til Claus og Kristinas spisehus under programmet                             |
| 19. februar 2008 | Kamel's, København                    |                                                                                            |
| 26. februar 2008 | Gastronomica, Århus                   | Skiftede navn til Den grimme ælling under programmet                                       |
| 4. marts 2008    | Chantilly, København                  |                                                                                            |
| 11. marts 2008   | davinci, Hadsund                      |                                                                                            |
| 18. marts 2008   | Fjordens Perle, Jyllinge              |                                                                                            |
| 25. marts 2008   | Cafe Neptun, Flensborg                | Skiftede navn til Restaurant Neptun - Gry's Danske Restaurant umiddelbart efter programmet |
| 1. april 2008    | Visent, København                     |                                                                                            |
| 8. april 2008    | Langelinjebroen, København            |                                                                                            |
| 15. april 2008   | Randbøldal Kro, Randbøl               |                                                                                            |
| 22. april 2008   | Restaurant Athene, Fredericia         |                                                                                            |
| 29. april 2008   | Auktionen Café og Madhus, Hundested   |                                                                                            |

### Sæson 3
2011
| Dato             | Restaurant                              |
| ---------------- | --------------------------------------- |
| 7. februar 2011  | Restaurant Bennick's, Kolding           |
| 14. februar 2011 | Den franske bistro & Delikatesse, Køge  |
| 21. februar 2011 | Compas Amigos, Gran Canaria, Spanien    |
| 28. februar 2011 | Frederik VII (Hotel Du Nord), - Løgstør |
| 7. marts 2011    | Bøf og Salat, Nykøbing Sjælland         |
| 14. marts 2011   | Roslev Kro, Roslev                      |
| 21. marts 2011   | Delicious, Holbæk                       |
| 28. marts 2011   | Restaurant Tinghulen, Knebel            |
| 4. april 2011    | Marmaris, Albertslund                   |
| 11. april 2011   | Cafe Øresund, Klampenborg               |

### Sæson 4
2012
| Dato             | Restaurant                                | Bemærkninger                                                                                         |
| ---------------- | ----------------------------------------- | --- |
| 8. februar 2012  | Bornholmerfærgen, Østersøen               | |
| 15. februar 2012 | Restaurant Roseline, Aarhus               | Skiftede navn til Laviet under programmet                                                            |
| 22. februar 2012 | Restaurant Perlen, Nykøbing Mors          | Skiftede navn til Restaurant Rosenholm under programmet (efter den sodavandfabrik der lå der førhen) |
| 29. februar 2012 | Restaurant Caramba, Nyborg                | |
| 7. marts 2012    | Restaurant Dagens Ret, Grenaa             | |
| 14. marts 2012   | Restaurant House of Steak, Middelfart     | |
| 21. marts 2012   | Sønderborg Kaserne, Sønderborg            | |
| 28. marts 2012   | Restaurant Bella, Vanløse                 | |
| 4. april 2012    | Restaurant Under Sejlet, Aabenraa         | |
| 11. april 2012   | Bornholms Efterskole, Rønne               | |
| 18. april 2012   | Frederiksberg Brandstation, Frederiksberg | |
| 25. april 2012   | Søvilla Kro og Motel, Køge                | |

### Sæson 5
2016
| Dato              | Restaurant             | Bemærkninger                              |
| ----------------- | ---------------------- | ----------------------------------------- |
| 25. oktober 2016  | Gesten Kro, Gesten     |                                           |
| 1. november 2016  | Orø Kro, Orø           |                                           |
| 8. november 2016  | Chopstix, København    |                                           |
| 15. november 2016 | Pane & Vino, Hjørring  |                                           |
| 22. november 2016 | Strandlyst, Vig        |                                           |
| 29. november 2016 | Jerup Bette Kro, Jerup | 29. oktober 2016 blev kroen meldt konkurs |

### Sæson 6
2017
| Dato              | Restaurant                    |
| ----------------- | ----------------------------- |
| 10. oktober 2017  | Kongerslev kro, Kongerslev    |
| 17. oktober 2017  | Fru Klitgaard, Køge           |
| 24. oktober 2017  | Castello Rufo Ruffo, Hillerød |
| 31. oktober 2017  | O Tempo, Vanløse              |
| 7. november 2017  | Montebello's køkken, Malaga   |
| 14. november 2017 | Thunø kro, Tunø               |

### Sæson 7
2020
| Dato           | Restaurant                    |
| -------------- | ----------------------------- |
| 21. april 2020 | Karin's Hjemmelavede, Næstved |
| 28. april 2020 | Casa Argentina, Vejle         |
| 5. maj 2020    | Caféen, Aalborg               |
| 12. maj 2020   | Da Carmine, Fredericia        |
| 19. maj 2020   | Sommerlyst, Korsør            |
| 26. maj 2020   | Restaurant Limone, Struer     |

## Kontroverser
Selv om de deltagende restauranter selv har meldt sig til programmet, så opstår der tit kontroverser mellem de stedlige kokke og Bo Bech. Selv om Bech ikke har Ramsay's iltre temperament, så siger han tingene meget direkte, og det fører ofte til konflikter med kokke der ikke er vant til kritik.
Mest markant var afsnit 4 i sæson 1, hvor Skotterup Kro på programmets sidste dag, valgte at trække sig ud af programmet, og formente Bo Bech og tv-holdet adgang.. Sæson 2s afsluttende afsnit 12, har også fået en del kritik fra de medvirkende der efterfølgende har udtalt at de blandt andet følte sig snydt, og at Bo Bech var unødvendig hård i sin kritik, en kritik som de siger er klippet ud af programmet før det blev sendt.